# Charbel Wehbé
Charbel Wehbé (arabe : شربل وهبة); né le 15 juillet 1953 à Aqoura, est un homme politique libanais, ministre des Affaires étrangères de 2020 à 2021. 
Il était auparavant conseiller diplomatique du président Michel Aoun,,.

## Biographie
Charbel Wehbé naît à Al-Aqoura (Jbeil) dans le Mont Liban. Il obtient en 1979 un diplôme  de droit de la faculté de droit de l'université du Liban, et du haut institut de la Sagesse d'études de droit en 1979, ainsi qu'une licence de mathématiques de la faculté de sciences de l'université du Liban (1974). Il parle couramment français, anglais en plus de l'arabe.

## Carrière politique
Il est directeur des affaires politiques et consulaires aun ministère des Affaires étrangères (2012–2017), ambassadeur du Liban au Venezuela (2007–2012), consul général du Liban à Los Angeles (2002–2007), consul général du Liban à Montréal (1995–2000), diplomate d'ambassade en Égypte, aux Pays-Bas et en Allemagne, au consulat du Liban de Toronto. Il est récipiendaire de l'ordre de Francisco de Miranda de première classe du Venezuela.